# Daniel Geismayr
Daniel Geismayr (* 28. August 1989 in Dornbirn) ist ein österreichischer Radrennfahrer, der im Cross-Country und Straßenradsport aktiv ist. Seine größten Erfolge erzielte er im Mountainbike-Marathon.

## Sportlicher Werdegang
Seine Karriere im Mountainbikesport begann Geismayr im olympischen Cross-Country XCO, wo er jedoch keine nennenswerten Ergebnisse aufweisen konnte. Parallel nahm er in der Wintersaison an den nationalen Meisterschaften im Cyclocross teil und wurde von 2012 bis 2014 dreimal Österreichischer Staatsmeister.
2014 startete Geismayr im Mountainbike-Marathon XCM und wurde Vizemeister bei den Staatsmeisterschaften sowie Zweiter bei den Cross-Country-Etappenrennen Bike Transalp und Swiss Epic. Daraufhin wechselte er zum MTB-Marathon und etablierte sich in der Weltspitze. Neben drei nationalen Meistertiteln gewann er dreimal die Bike Transalp, zweimal den Roc Marathon und einmal die Swiss Epic sowie weitere Marathons wie den Rothaus Hegau Marathon und den M3 Montafon Marathon. Bei der Absa Cape Epic 2017 wurde er Dritter. Bei den UCI-Mountainbike-Marathon-Weltmeisterschaften gewann er 2017 die Bronzemedaille und 2018 die Silbermedaille.
Parallel zum MTB-Marathon war Geismayr von 2017 bis 2020 Mitglied im UCI Continental Team Vorarlberg Santic und startete bei verschiedenen Straßenrennen. Zwar erzielte er keine zählbaren Erfolge, jedoch machte er durch vordere Platzierungen bei mehreren Etappenrennen auf sich aufmerksam, unter anderem den 7. Platz der Gesamtwertung bei der Tour de Savoie Mont-Blanc 2017 und den 7. Platz bei der Oberösterreich-Rundfahrt 2018.
Bereits in der Saison 2020 wandte sich Geismayr wieder verstärkt dem Cross-Country zu. In der Saison 2021 gewann Geismayr mit seinem Partner Samuele Porro die zweite Etappe beim Andalucia Bike Race und führte die Gesamtwertung an, jedoch stürzte er auf der vierte Etappe und zog sich eine Beckenverletzung zu. Ab der Saison 2022 konzentrierte er sich auf den MTB-Marathon und gewann mit seinem Partner Fabian Rabensteiner das Swiss Epic. Zudem wurde er zum vierten Mal nationaler Meister.

## Erfolge
| 2016 - Bike Transalp mit Hermann Pernsteiner 2017 - Weltmeisterschaften – Marathon XCM - Österreichischer Staatsmeister – Marathon XCM - Bike Transalp mit Hermann Pernsteiner - Swiss Epic mit Jochen Käß - Roc Marathon 2018 - Weltmeisterschaften – Marathon XCM - Österreichischer Staatsmeister – Marathon XCM 2019 - Österreichischer Staatsmeister – Marathon XCM - Bike Transalp mit Jochen Käß - Roc Marathon 2022 - Österreichischer Staatsmeister – Marathon XCM - Gesamtwertung Swiss Epic (mit Fabian Rabensteiner) 2023 - Österreichischer Staatsmeister – Marathon XCM | 2011/2012 - Österreichischer Staatsmeister 2012/2013 - Österreichischer Staatsmeister 2013/2014 - Österreichischer Staatsmeister |